# زیردریایی آی-۱۳
زیردریایی آی-۱۳ (به انگلیسی: Japanese submarine I-13) یک زیردریایی بود که طول آن 113.70 m بود. این زیردریایی در سال ۱۹۴۳ ساخته شد.